# معامل لويس
هو تغير مقدار كيميائي بالنسبة إلى تطور التفاعل.
رياضياً، معامل لويس، ويرمز له {\displaystyle \Delta _{r}~}، هو مشتق مقدار كيميائي X بالنسبة إلى تطور التفاعل {\displaystyle \xi ~}، وذلك في درجة حرارة وضغط ثابتين.
{\displaystyle \Delta _{r}X=\left({\frac {\partial X}{\partial \xi }}\right)_{(T,p)}~}